# Альберт Крістіан Вадимович
Крістіан Вадимович Альберт — військовослужбовець Десантно-штурмових військ Збройних сил України, учасник російсько-української війни, що відзначився під час російського вторгнення в Україну в 2022 році. У жовтні 2021 року вступив на навчання до національного університету «Острозька академія» за спеціальністю «Національна безпека».

## Нагороди
- орден «За мужність» III ступеня (2022) — за особисту мужність і самовіддані дії, виявлені у захисті державного суверенітету та територіальної цілісності України, вірність військовій присязі[1].